# Селіжарово
Селіжа́рово (рос. Селижарово) — селище міського типу, адміністративний центр Селіжаровського району Тверської області Росії.

## Географія
Селище розташоване на річці Волзі в гирлі річок Селіжаровки та Пісочна, за 189 км на захід від Твері.

## Історія
Вперше згадується в 1504. До 1764 у володінні Троїцького монастиря. У середині XIX століття — велике торгове село; у другій половині століття — центр транспортування та перепродажу лісу. У 1916 через село пройшла залізниця.
Статус селища міського типу — з 1937.

## Економіка
Промисловість
У селищі основою є деревообробна галузь, продовжує роботу хлібокомбінат та консервний завод.
Транспорт
В Селіжарово перетинаються залізниця Лихославль — Соблаго (є залізнична станція) та автодорога Ржев — Осташков; працює автовокзал. Розвивається мережа маршрутних таксі.

## Пам'ятки
- Церква Петра та Павла (1610 рік, разом з частиною стіни являють собою все, що залишилося від Троїцького Селіжарова монастиря)
- Краєзнавчий музей
- На березі Волги, в стороні від центральної частини Селіжарова, стоїть Церква Воскресіння Христового (побудована між 1763 і 1854 роками), Нині знаходиться в занедбаному стані[1]. Купол відсутній, стіни вкрай постарілі. Однак навіть у такому стані храм видно як при під'їзді до Селіжарова, так і з різних точок селища.

## Відомі люди
- Нємчинов Геннадій Андрійович — російський письменник.